# Eucosmetacris cingulata
Eucosmetacris cingulata är en insektsart som först beskrevs av Bolívar, I. 1881.  Eucosmetacris cingulata ingår i släktet Eucosmetacris och familjen gräshoppor. Inga underarter finns listade i Catalogue of Life.